# Fyldepen
En fyldepen er et skriveredskab, som skriver med blæk, der fyldes ind i et kammer i pennen. Deraf kommer ordet fyldepen. I dag er fyldepennens plads som skriveredskab ved at blive overtaget af moderne kuglepenne, og især engangskuglepenne har gjort fyldepennen mindre almindelig.